# Morti nel 1965
| Questa pagina contiene informazioni ricavate automaticamente dalle voci biografiche con l'ausilio del template Bio e di un bot. L'aggiornamento è periodico e automatico e ricostruisce completamente la pagina. Se manca una persona in questa lista, sei pregato di non aggiungerla, ma accertati piuttosto che la sua voce biografica contenga il template Bio e che i dati anagrafici siano correttamente compilati. Se il template Bio manca, inseriscilo tu stesso o, in alternativa, metti l'avviso {{tmp\|Bio}} che ne segnala la mancanza. Se i dati riportati sono sbagliati, correggi direttamente la voce biografica; le modifiche saranno visibili in questa lista entro pochi giorni. Per chiarimenti vedi il progetto biografie. La lista contiene solo le 1.072 persone che sono citate nell'enciclopedia e per le quali è stato implementato correttamente il template Bio. Pagina aggiornata al 18 ago 2025. |

## Gennaio(88)
- 1º gennaio - Romolo Costa, attore e doppiatore italiano (n. 1897)
- 1º gennaio - Mariano Picón Salas, scrittore, diplomatico e storico venezuelano (n. 1901)
- 1º gennaio - Antonio Pietropaolo, anarchico e partigiano italiano (n. 1899)
- 1º gennaio - Juan Bautista Plaza, compositore venezuelano (n. 1898)
- 1º gennaio - Ray Reed, pilota automobilistico rhodesiano (n. 1932)
- 1º gennaio - Nino Resegotti, arbitro di calcio e allenatore di calcio italiano (n. 1876)
- 1º gennaio - Fritz Retter, calciatore tedesco (n. 1896)
- 1º gennaio - George Simpson, meteorologo e esploratore britannico (n. 1878)
- 1º gennaio - Ludwig Wrede, pattinatore artistico su ghiaccio austriaco (n. 1894)
- 3 gennaio - Milton Avery, pittore statunitense (n. 1885)
- 3 gennaio - Mario Basiola, baritono italiano (n. 1892)
- 3 gennaio - Violet Elliot-Murray-Kynynmound, nobildonna inglese (n. 1889)
- 3 gennaio - Betty Harte, attrice e sceneggiatrice statunitense (n. 1882)
- 3 gennaio - Adelina Otero-Warren, attivista e politica statunitense (n. 1881)
- 3 gennaio - Aleksandr Nikolaevič Poskrëbyšev, politico sovietico (n. 1891)
- 4 gennaio - T. S. Eliot, poeta, saggista e critico letterario statunitense (n. 1888)
- 5 gennaio - Ralph Morgan, dirigente sportivo statunitense (n. 1884)
- 5 gennaio - Angelo Palla, calciatore italiano (n. 1901)
- 5 gennaio - Eligio Perucca, fisico italiano (n. 1890)
- 6 gennaio - Søren Marinus Jensen, lottatore danese (n. 1879)
- 6 gennaio - Alfonso Monfardini, scultore e pittore italiano (n. 1887)
- 6 gennaio - Jack Mower, attore statunitense (n. 1890)
- 7 gennaio - Sarah Edwards, attrice britannica (n. 1881)
- 7 gennaio - Arthur Nordlie, politico, arbitro di calcio e dirigente sportivo norvegese (n. 1883)
- 8 gennaio - Boris Vasil'evič Barnet, regista e sceneggiatore sovietico (n. 1902)
- 8 gennaio - Johann Paul Kremer, militare e criminale di guerra tedesco (n. 1883)
- 8 gennaio - Volodymyr Sosjura, poeta ucraino (n. 1898)
- 9 gennaio - Carlo Cevenini, allenatore di calcio e calciatore italiano (n. 1901)
- 9 gennaio - Lorenzo Cozza, scultore italiano (n. 1877)
- 9 gennaio - Karl von Keissler, micologo austriaco (n. 1872)
- 10 gennaio - Antonín Bečvář, astronomo ceco (n. 1901)
- 10 gennaio - Frederick Fleet, marinaio britannico (n. 1887)
- 10 gennaio - Friedrich Hefty, aviatore austro-ungarico (n. 1894)
- 11 gennaio - Albert Victor Alexander, I conte Alexander di Hillsborough, politico inglese (n. 1885)
- 11 gennaio - Florestano Di Fausto, ingegnere, architetto e politico italiano (n. 1890)
- 12 gennaio - Gwynne Evans, pallanuotista e nuotatore statunitense (n. 1880)
- 12 gennaio - Lorraine Hansberry, scrittrice e drammaturga statunitense (n. 1930)
- 14 gennaio - Virginia Angiola Borrino, medico e pediatra italiana (n. 1880)
- 14 gennaio - Marco Fanno, economista italiano (n. 1878)
- 14 gennaio - Giulio Ferrari, imprenditore italiano (n. 1879)
- 14 gennaio - Jeanette MacDonald, cantante e attrice statunitense (n. 1903)
- 15 gennaio - Telesio Interlandi, giornalista italiano (n. 1894)
- 15 gennaio - Yves Renouard, storico francese (n. 1908)
- 16 gennaio - Beniamino Socche, vescovo cattolico italiano (n. 1890)
- 16 gennaio - Herbert Taylor, nuotatore e pallanuotista statunitense (n. 1892)
- 16 gennaio - Giuseppe Viviani, pittore e incisore italiano (n. 1898)
- 16 gennaio - Elsie Jane Wilson, attrice, regista e sceneggiatrice neozelandese (n. 1890)
- 17 gennaio - Pierre-Marie Gerlier, cardinale e arcivescovo cattolico francese (n. 1880)
- 17 gennaio - Javotte Bocconi Manca di Villahermosa, nobildonna e mecenate italiana (n. 1879)
- 17 gennaio - Secondo Siviardo, calciatore, dirigente sportivo e allenatore di calcio italiano (n. 1894)
- 18 gennaio - G. E. Lowman, pastore protestante e conduttore radiofonico statunitense (n. 1897)
- 19 gennaio - George Hogan, cestista statunitense (n. 1915)
- 19 gennaio - Arnold Luhaäär, sollevatore estone (n. 1905)
- 19 gennaio - Moncho Gil, calciatore spagnolo (n. 1897)
- 19 gennaio - Frank Reicher, attore, regista e produttore cinematografico tedesco (n. 1875)
- 20 gennaio - Alan Freed, disc jockey e conduttore radiofonico statunitense (n. 1921)
- 20 gennaio - Joaquín Hernández, cestista e allenatore di pallacanestro spagnolo (n. 1933)
- 21 gennaio - Geeta Bali, attrice indiana (n. 1930)
- 21 gennaio - Arie Bieshaar, calciatore olandese (n. 1899)
- 21 gennaio - Reino Helismaa, cantautore, scrittore e attore finlandese (n. 1913)
- 21 gennaio - Philip Joubert de la Ferté, aviatore inglese (n. 1887)
- 22 gennaio - Bessie Eyton, attrice statunitense (n. 1890)
- 22 gennaio - Gaetano Malchiodi, arcivescovo cattolico italiano (n. 1878)
- 22 gennaio - Pierre Taittinger, politico e imprenditore francese (n. 1887)
- 24 gennaio - Elvira Casazza, mezzosoprano italiano (n. 1884)
- 24 gennaio - Winston Churchill, politico, storico e giornalista britannico (n. 1874)
- 24 gennaio - Giuseppe Cocchiara, antropologo e etnologo italiano (n. 1904)
- 24 gennaio - Billy Cowan, calciatore scozzese (n. 1896)
- 24 gennaio - Nikolaj Onufrievič Losskij, filosofo russo (n. 1870)
- 25 gennaio - Vinzenz Dittrich, allenatore di calcio e calciatore austriaco (n. 1893)
- 25 gennaio - Billy Wedlock, calciatore inglese (n. 1880)
- 26 gennaio - Jean Calvet, presbitero e teologo francese (n. 1874)
- 26 gennaio - Umberto Ravetta, vescovo cattolico e direttore di coro italiano (n. 1884)
- 27 gennaio - Jules Pierre van Biesbroeck, pittore e scultore belga (n. 1873)
- 27 gennaio - Emil Kliment, sollevatore austriaco (n. 1879)
- 27 gennaio - Reino Kuuskoski, politico finlandese (n. 1907)
- 27 gennaio - Elena Lanzoni Prevost, imprenditrice e dirigente d'azienda italiana (n. 1878)
- 27 gennaio - Kyūzō Mifune, judoka giapponese (n. 1883)
- 27 gennaio - Ezio Riboldi, politico italiano (n. 1878)
- 27 gennaio - Danilo Sbrana, calciatore italiano (n. 1900)
- 28 gennaio - Taymur dell'Oman, sovrano omanita (n. 1886)
- 28 gennaio - Maxime Weygand, generale francese (n. 1867)
- 29 gennaio - Salvatore Cafiero, attore teatrale, commediografo e comico italiano (n. 1882)
- 29 gennaio - Gladys Vanderbilt Széchenyi, statunitense (n. 1886)
- 30 gennaio - Frol Romanovič Kozlov, politico sovietico (n. 1908)
- 31 gennaio - Kent Cooper, giornalista statunitense (n. 1880)
- 31 gennaio - Cay Lembcke, politico danese (n. 1885)
- 31 gennaio - Konstantin Muraviev, politico bulgaro (n. 1893)

## Febbraio(92)
- 1º febbraio - Einar Berntsen, velista e pattinatore di velocità su ghiaccio norvegese (n. 1891)
- 1º febbraio - Berto Ferrari, pittore italiano (n. 1887)
- 1º febbraio - José Laguna, allenatore di calcio e calciatore argentino (n. 1895)
- 1º febbraio - Angelo Rotta, arcivescovo cattolico italiano (n. 1872)
- 2 febbraio - Richard Palmer Blackmur, poeta e critico letterario statunitense (n. 1904)
- 2 febbraio - Rolf Johannessen, calciatore norvegese (n. 1910)
- 2 febbraio - Carl Johan Lind, martellista e discobolo svedese (n. 1883)
- 2 febbraio - George Neville Watson, matematico inglese (n. 1886)
- 3 febbraio - Michele Barbaro, politico italiano (n. 1894)
- 3 febbraio - Giuseppe Levi, scienziato, medico e anatomista italiano (n. 1872)
- 3 febbraio - Vittorio Lucchetti, ginnasta italiano (n. 1894)
- 3 febbraio - Santo Semeraro, antifascista e politico italiano (n. 1900)
- 4 febbraio - Joseph Boakye Danquah, politico, attivista e storico ghanese (n. 1895)
- 4 febbraio - Jean Facchinetti, calciatore svizzero (n. 1904)
- 4 febbraio - Antonio Prieto, attore spagnolo (n. 1905)
- 5 febbraio - Irving Bacon, attore statunitense (n. 1893)
- 5 febbraio - Paul Engelmann, architetto austriaco (n. 1891)
- 5 febbraio - Rolf Lefdahl, ginnasta norvegese (n. 1882)
- 5 febbraio - Anastasij Andreevič Vonsjackij, politico russo (n. 1898)
- 6 febbraio - Enrico Carzino, calciatore italiano (n. 1897)
- 6 febbraio - Grace James, scrittrice inglese (n. 1882)
- 6 febbraio - Koos Köhler, pallanuotista olandese (n. 1905)
- 6 febbraio - Ferdinando Pomati, calciatore italiano (n. 1899)
- 6 febbraio - Federico Vittorio di Hohenzollern-Sigmaringen, principe (n. 1891)
- 7 febbraio - Viola Desmond, imprenditrice canadese (n. 1914)
- 7 febbraio - Luis Giannattasio, ingegnere e politico uruguaiano (n. 1894)
- 7 febbraio - Joseph Joanovici, mercante russo (n. 1905)
- 7 febbraio - Lee Hoi-chuen, cantante, attore teatrale e attore hongkonghese (n. 1901)
- 7 febbraio - Nance O'Neil, attrice statunitense (n. 1874)
- 8 febbraio - Ray Brown, giocatore di baseball statunitense (n. 1908)
- 8 febbraio - Karl Wilhelm Rosenmund, chimico tedesco (n. 1884)
- 8 febbraio - Ercole Vampa, calciatore italiano (n. 1899)
- 10 febbraio - Francesco Calasso, giurista italiano (n. 1904)
- 10 febbraio - Guglielmo Federico di Schleswig-Holstein, nobile (n. 1891)
- 10 febbraio - Giulio Morellato, orologiaio e imprenditore italiano (n. 1892)
- 10 febbraio - Hans Weber, calciatore svizzero (n. 1934)
- 11 febbraio - Arturo Armato, politico italiano (n. 1887)
- 11 febbraio - Vitalij Aleksandrovič Čechover, scacchista e compositore di scacchi russo (n. 1908)
- 11 febbraio - Chintamanrao Dhundirao Patwardhan, principe indiano (n. 1890)
- 11 febbraio - Giovanni Battista Vagge, calciatore, arbitro di calcio e giornalista italiano (n. 1888)
- 12 febbraio - Henry Kulky, attore statunitense (n. 1911)
- 12 febbraio - Waldemar Steffen, altista, lunghista e triplista tedesco (n. 1872)
- 13 febbraio - Humberto Delgado, generale e politico portoghese (n. 1906)
- 13 febbraio - William Heard Kilpatrick, pedagogista statunitense (n. 1871)
- 13 febbraio - Yves Urvoy de Portzamparc, ammiraglio francese (n. 1885)
- 13 febbraio - Gloria Morgan Vanderbilt, socialite statunitense (n. 1904)
- 14 febbraio - Désiré-Emile Inghelbrecht, compositore e direttore d'orchestra francese (n. 1880)
- 14 febbraio - Giuseppe Pennisi di Santa Margherita, avvocato e politico italiano (n. 1880)
- 14 febbraio - Paolo Serini, francesista e traduttore italiano (n. 1900)
- 15 febbraio - Selmar Samuel Aschheim, medico tedesco (n. 1878)
- 15 febbraio - Nat King Cole, cantante, pianista e attore statunitense (n. 1919)
- 17 febbraio - Tadeusz Lehr-Spławiński, slavista polacco (n. 1891)
- 18 febbraio - Pasquale Avallone, pittore e scultore italiano (n. 1884)
- 18 febbraio - Armando Brasini, architetto e urbanista italiano (n. 1879)
- 18 febbraio - Filiberto Farci, scrittore, saggista e politico italiano (n. 1882)
- 18 febbraio - Giulio Pasquali, violista italiano (n. 1884)
- 18 febbraio - Khalid al-Azm, politico siriano (n. 1903)
- 19 febbraio - Fausto Andreani, politico e avvocato italiano (n. 1893)
- 19 febbraio - Giovanni Clocchiatti, allenatore di calcio e calciatore italiano (n. 1920)
- 19 febbraio - Paolo Ferrara, attore italiano (n. 1892)
- 19 febbraio - Florence Gill, doppiatrice britannica (n. 1877)
- 19 febbraio - William Gray Purcell, architetto statunitense (n. 1880)
- 19 febbraio - Forrest Taylor, attore statunitense (n. 1883)
- 19 febbraio - Tom Wilson, attore statunitense (n. 1880)
- 20 febbraio - Théophile Marie Brébant, militare francese (n. 1889)
- 20 febbraio - Hubert Sijen, ciclista su strada olandese (n. 1918)
- 20 febbraio - Michał Waszyński, regista e sceneggiatore polacco (n. 1904)
- 21 febbraio - Harry Daniels, pallanuotista statunitense (n. 1900)
- 21 febbraio - Mahmoud Mokhtar El-Tetsh, calciatore egiziano (n. 1905)
- 21 febbraio - Anna Garofalo, giornalista italiana (n. 1903)
- 21 febbraio - Malcolm X, attivista e politico statunitense (n. 1925)
- 22 febbraio - Felix Frankfurter, giurista statunitense (n. 1882)
- 22 febbraio - Peter Martin Lampel, scrittore, sceneggiatore e drammaturgo tedesco (n. 1894)
- 22 febbraio - Eddie Phillips, attore statunitense (n. 1899)
- 23 febbraio - Luigi Castiglioni, latinista e filologo classico italiano (n. 1882)
- 23 febbraio - Herberts Cukurs, aviatore, militare e agente segreto lettone (n. 1900)
- 23 febbraio - John Kitzmiller, ingegnere, militare e attore statunitense (n. 1913)
- 23 febbraio - Stan Laurel, attore, comico e regista britannico (n. 1890)
- 24 febbraio - Andrej Beloborodov, pittore e architetto russo (n. 1886)
- 25 febbraio - Guido Manacorda, germanista e traduttore italiano (n. 1879)
- 25 febbraio - Leo Sirota, pianista russo (n. 1885)
- 25 febbraio - Giuseppe Varni, attore polacco (n. 1902)
- 25 febbraio - S. Fowler Wright, scrittore britannico (n. 1874)
- 26 febbraio - Lotte Bergtel-Schleif, bibliotecaria tedesca (n. 1903)
- 26 febbraio - Jimmie Lee Jackson, attivista statunitense (n. 1938)
- 26 febbraio - Stewart Rome, attore inglese (n. 1886)
- 26 febbraio - Julius Skutnabb, pattinatore di velocità su ghiaccio finlandese (n. 1889)
- 26 febbraio - Władysław Starewicz, animatore e regista russo (n. 1882)
- 27 febbraio - Kenneth Barbour Montgomery, aviatore inglese (n. 1897)
- 27 febbraio - Maria Agnese Tribbioli, religiosa italiana (n. 1879)
- 28 febbraio - Siro Montanari, calciatore italiano (n. 1900)
- 28 febbraio - Adolf Schärf, politico austriaco (n. 1890)

## Marzo(106)
- 1º marzo - Boyd Atkins, sassofonista e violinista statunitense (n. 1900)
- 1º marzo - Carlo Costamagna, giurista, politologo e politico italiano (n. 1880)
- 1º marzo - Franco Magnani, generale italiano (n. 1909)
- 1º marzo - Fausto Nicolini, storico, scrittore e critico letterario italiano (n. 1879)
- 1º marzo - Albert White, pistard britannico (n. 1890)
- 2 marzo - Masakazu Kawabe, generale giapponese (n. 1886)
- 2 marzo - Helen Lynch, attrice statunitense (n. 1900)
- 2 marzo - Georges Robert, ammiraglio francese (n. 1875)
- 3 marzo - Renato Biasutti, geografo e etnologo italiano (n. 1878)
- 3 marzo - Carlo Gatti, musicologo e critico musicale italiano (n. 1876)
- 3 marzo - Guglielmo Ghislandi, politico italiano (n. 1877)
- 4 marzo - Hachirō Arita, politico e diplomatico giapponese (n. 1884)
- 4 marzo - Aggelikī Chatzīmichalī, saggista greca (n. 1895)
- 4 marzo - Asadata Dafora, compositore, produttore teatrale e attivista sierraleonese (n. 1890)
- 4 marzo - Giulio Foresti, pilota automobilistico italiano (n. 1888)
- 4 marzo - Toivo Ilomäki, militare finlandese (n. 1917)
- 5 marzo - Salvador Castaneda Castro, generale e politico salvadoregno (n. 1888)
- 5 marzo - Jaque Catelain, attore francese (n. 1897)
- 5 marzo - Chen Cheng, politico e generale cinese (n. 1897)
- 5 marzo - Johann von Leers, militare, politico e esoterista tedesco (n. 1902)
- 6 marzo - Margaret Dumont, attrice statunitense (n. 1882)
- 6 marzo - Jules Goux, pilota automobilistico francese (n. 1885)
- 6 marzo - Sonja Graf, scacchista tedesca (n. 1908)
- 6 marzo - Herbert Stanley Morrison, politico britannico (n. 1888)
- 6 marzo - Luigi Martino Spolverini, pediatra e politico italiano (n. 1873)
- 7 marzo - Luisa Mountbatten, regina britannica (n. 1889)
- 8 marzo - Francesco Carnelutti, avvocato e giurista italiano (n. 1879)
- 8 marzo - Urho Castrén, politico finlandese (n. 1886)
- 8 marzo - Tadd Dameron, pianista, compositore e arrangiatore statunitense (n. 1917)
- 8 marzo - Esther Howard, attrice statunitense (n. 1892)
- 8 marzo - Giovanni Battista Rocca, presbitero, partigiano e inventore italiano (n. 1891)
- 10 marzo - Alfredo Bottai, sindacalista, politico e giornalista italiano (n. 1874)
- 10 marzo - Jean Boyer, regista e compositore francese (n. 1901)
- 10 marzo - Jack Cosgrove, effettista statunitense (n. 1902)
- 10 marzo - Beatrice Harrison, violoncellista britannica (n. 1892)
- 10 marzo - Mehdi Huseyn, scrittore e drammaturgo azero (n. 1909)
- 10 marzo - Odon Lottin, teologo e storico belga (n. 1880)
- 10 marzo - Antonio Ricci Signorini, compositore e direttore d'orchestra italiano (n. 1867)
- 11 marzo - Gustavo Ghidini, avvocato e politico italiano (n. 1875)
- 11 marzo - Clemente Micara, cardinale, arcivescovo cattolico e diplomatico italiano (n. 1879)
- 11 marzo - Ercole Roncaglia, generale italiano (n. 1886)
- 12 marzo - George Călinescu, critico letterario, storico e scrittore romeno (n. 1899)
- 12 marzo - Olavi Lahtinen, cestista e calciatore finlandese (n. 1929)
- 13 marzo - Luciano Di Castri, prefetto e politico italiano (n. 1882)
- 13 marzo - Giuseppe Domenichelli, ginnasta italiano (n. 1877)
- 13 marzo - Corrado Gini, statistico, economista e sociologo italiano (n. 1884)
- 13 marzo - Vittorio Jano, progettista italiano (n. 1891)
- 13 marzo - Fan Stilian Noli, politico, poeta e vescovo ortodosso albanese (n. 1882)
- 13 marzo - Domenico Romano, politico italiano (n. 1877)
- 14 marzo - Giuseppe Asti, calciatore italiano (n. 1891)
- 14 marzo - Frederick Browning, generale e bobbista britannico (n. 1896)
- 14 marzo - Ernest Gravier, calciatore francese (n. 1892)
- 14 marzo - Marion Jones Farquhar, tennista statunitense (n. 1879)
- 14 marzo - Stanko Premrl, compositore sloveno (n. 1880)
- 15 marzo - Teodor Koskenniemi, mezzofondista finlandese (n. 1887)
- 16 marzo - Giovanni Arenella, politico, partigiano e sindacalista italiano (n. 1920)
- 16 marzo - Jacob Bang, designer danese (n. 1899)
- 16 marzo - Antonio Bisigato, calciatore, allenatore di calcio e dirigente sportivo italiano (n. 1911)
- 17 marzo - Vincenzo Cozzani, marinaio e partigiano italiano (n. 1921)
- 17 marzo - Nancy Cunard, scrittrice, poetessa e anarchica britannica (n. 1896)
- 17 marzo - Amos Alonzo Stagg, giocatore di football americano, cestista e allenatore di football americano statunitense (n. 1862)
- 18 marzo - Fārūq I d'Egitto, sovrano e socialite egiziano (n. 1920)
- 19 marzo - Marcello Caracciolo, costumista italiano (n. 1896)
- 19 marzo - Pierre Chayriguès, allenatore di calcio e calciatore francese (n. 1892)
- 19 marzo - Alfredo De Polzer, politico e statistico italiano (n. 1904)
- 19 marzo - Gheorghe Gheorghiu-Dej, politico rumeno (n. 1901)
- 20 marzo - Ed Archibald, astista canadese (n. 1884)
- 20 marzo - Omero Cambi, giornalista e poeta italiano (n. 1902)
- 20 marzo - Dan Frank, lunghista statunitense (n. 1882)
- 20 marzo - Emilio Petacci, attore italiano (n. 1886)
- 20 marzo - Holcombe Rucker, dirigente sportivo statunitense (n. 1926)
- 20 marzo - Louis Bonniot de Fleurac, mezzofondista e siepista francese (n. 1876)
- 21 marzo - Lajos Buza, calciatore ungherese (n. 1901)
- 21 marzo - Gino Colorio, ingegnere italiano (n. 1890)
- 22 marzo - Mario Bonnard, regista e attore italiano (n. 1889)
- 22 marzo - Harry Tierney, compositore statunitense (n. 1890)
- 23 marzo - Mae Murray, attrice, ballerina e sceneggiatrice statunitense (n. 1885)
- 25 marzo - Óscar Cristi, cavaliere cileno (n. 1916)
- 25 marzo - Giorgio Federico Ghedini, compositore italiano (n. 1892)
- 25 marzo - Viola Liuzzo, attivista statunitense (n. 1925)
- 25 marzo - Ladislao Vajda, regista, sceneggiatore e montatore ungherese (n. 1906)
- 26 marzo - Adriano Gajoni, pittore italiano (n. 1913)
- 27 marzo - Francis Cuggy, calciatore e allenatore di calcio inglese (n. 1889)
- 27 marzo - Dirk Lotsij, calciatore olandese (n. 1882)
- 27 marzo - Aidan McQueen, calciatore inglese (n. 1882)
- 27 marzo - Johannes Osten, schermidore olandese (n. 1879)
- 28 marzo - Clemence Dane, romanziera e drammaturga inglese (n. 1888)
- 28 marzo - Vito Dumas, navigatore argentino (n. 1900)
- 28 marzo - Draga Gregorič Rosenberg, educatrice e pedagogista slovena (n. 1879)
- 28 marzo - Jack Hoxie, attore statunitense (n. 1885)
- 28 marzo - Mary, principessa reale, nobile inglese (n. 1897)
- 28 marzo - Ottavio Ricaldoni, militare italiano (n. 1877)
- 28 marzo - Armand Curly Wright, drammaturgo, sceneggiatore e attore italiano (n. 1886)
- 29 marzo - Gösta Adrian-Nilsson, pittore svedese (n. 1884)
- 29 marzo - Zlatko Baloković, violinista croato (n. 1895)
- 29 marzo - Eric Brook, calciatore inglese (n. 1907)
- 29 marzo - Anna Maria Ciccone, matematica e fisica italiana (n. 1891)
- 29 marzo - Heinrich Schomburgk, tennista tedesco (n. 1885)
- 29 marzo - Wilhelm Worringer, storico dell'arte tedesco (n. 1881)
- 30 marzo - Teodoro Bubbio, avvocato e politico italiano (n. 1888)
- 30 marzo - Maurilio Fossati, cardinale e arcivescovo cattolico italiano (n. 1876)
- 30 marzo - Jack Hatfield, nuotatore e pallanuotista britannico (n. 1893)
- 30 marzo - Philip Showalter Hench, medico statunitense (n. 1896)
- 30 marzo - Richard Schweizer, sceneggiatore svizzero (n. 1899)
- 31 marzo - William Frank, maratoneta e mezzofondista statunitense (n. 1878)
- 31 marzo - Mario Mafai, pittore italiano (n. 1902)

## Aprile(94)
- 1º aprile - Alessandro Amerio, fisico italiano (n. 1876)
- 1º aprile - Harry Crerar, generale canadese (n. 1888)
- 1º aprile - Władysław Faron, vescovo vetero-cattolico polacco (n. 1891)
- 1º aprile - Drago Karel Godina, politico sloveno (n. 1876)
- 1º aprile - Ugo Nebbia, pittore, critico d'arte e restauratore italiano (n. 1880)
- 1º aprile - Dan Pippin, cestista statunitense (n. 1926)
- 1º aprile - Helena Rubinstein, imprenditrice polacca (n. 1872)
- 2 aprile - Giorgio Agnelli, imprenditore italiano (n. 1929)
- 2 aprile - Renzo Rinaldo Bossi, compositore italiano (n. 1883)
- 2 aprile - Rodolfo De Angelis, cantautore, drammaturgo e attore teatrale italiano (n. 1893)
- 2 aprile - Krishna Kumarsinhji Bhavsinhji, principe e politico indiano (n. 1912)
- 2 aprile - Luigi Medici, avvocato, poeta e storico della letteratura italiano (n. 1888)
- 2 aprile - Trijntje van Heerde, olandese (n. 1896)
- 3 aprile - Ray Enright, regista, sceneggiatore e montatore statunitense (n. 1896)
- 3 aprile - Else Jacobsen, nuotatrice danese (n. 1911)
- 3 aprile - Gudbrand Skatteboe, tiratore a segno norvegese (n. 1875)
- 4 aprile - Giulio Bordon, politico italiano (n. 1888)
- 5 aprile - Johann Evangelist Müller, arcivescovo cattolico tedesco (n. 1877)
- 5 aprile - Pedro Sernagiotto, calciatore brasiliano (n. 1908)
- 5 aprile - Sándor Szalay, pattinatore artistico su ghiaccio ungherese (n. 1893)
- 6 aprile - Albert Gutterson, lunghista statunitense (n. 1887)
- 6 aprile - Angelo Manaresi, politico e militare italiano (n. 1890)
- 6 aprile - Giuseppe Servetto, allenatore di calcio e calciatore italiano (n. 1886)
- 7 aprile - Mario Angelucci, politico italiano (n. 1903)
- 7 aprile - Willem Driebergen, schermidore olandese (n. 1892)
- 7 aprile - Arturo Kellner Ongaro, generale italiano (n. 1888)
- 7 aprile - Giovanni Sampietro, politico italiano (n. 1897)
- 8 aprile - Erik Blomberg, poeta, scrittore e critico letterario svedese (n. 1894)
- 8 aprile - Lars Hanson, attore svedese (n. 1886)
- 8 aprile - Tommaso Tonello, politico e antifascista italiano (n. 1873)
- 9 aprile - Albert Gregory Meyer, cardinale e arcivescovo cattolico statunitense (n. 1903)
- 9 aprile - Sherman Minton, politico e giudice statunitense (n. 1890)
- 9 aprile - Andrea Ossoinack, politico italiano (n. 1876)
- 9 aprile - Domenico Serra, attore italiano (n. 1899)
- 10 aprile - Linda Darnell, attrice statunitense (n. 1923)
- 10 aprile - Epameinondas Kavvadias, ammiraglio e politico greco (n. 1886)
- 10 aprile - La Bella Otero, ballerina e attrice spagnola (n. 1868)
- 10 aprile - Margherita Nicosia, attrice italiana (n. 1893)
- 11 aprile - Achille Lauri, storico italiano (n. 1884)
- 11 aprile - Lee Nan-young, cantante sudcoreana (n. 1916)
- 13 aprile - Gheorghe Ciolac, calciatore rumeno (n. 1908)
- 13 aprile - Matilde Huici, avvocata e pedagoga spagnola (n. 1890)
- 13 aprile - Herman Rosse, scenografo, architetto e pittore statunitense (n. 1887)
- 13 aprile - Jean Samazeuilh, tennista francese (n. 1891)
- 13 aprile - Willard Schmidt, cestista statunitense (n. 1910)
- 14 aprile - Franco Costabile, poeta italiano (n. 1924)
- 14 aprile - Richard Hickock, criminale statunitense (n. 1931)
- 14 aprile - Leonard Mudie, attore britannico (n. 1883)
- 15 aprile - Giovanni Bovetti, avvocato e politico italiano (n. 1901)
- 15 aprile - Auro D'Alba, poeta italiano (n. 1888)
- 15 aprile - Alfredo Guzzoni, generale italiano (n. 1877)
- 16 aprile - Sydney Chaplin, attore e regista inglese (n. 1885)
- 16 aprile - Pietro Reali, politico italiano (n. 1900)
- 16 aprile - Félix Sellier, ciclista su strada e pistard belga (n. 1893)
- 17 aprile - Aimée Antoinette Camus, botanica francese (n. 1879)
- 17 aprile - Johnny Worrell, cestista filippino (n. 1914)
- 18 aprile - Renzo Minoli, schermidore italiano (n. 1904)
- 19 aprile - Franco Caiola, antifascista e anarchico italiano (n. 1888)
- 19 aprile - George Davis, attore olandese (n. 1889)
- 19 aprile - Dorothy Dearing, attrice e ballerina statunitense (n. 1913)
- 19 aprile - George Dietz, canottiere statunitense (n. 1880)
- 20 aprile - Arsène Alancourt, ciclista su strada francese (n. 1892)
- 20 aprile - Michail Astangov, attore sovietico (n. 1900)
- 20 aprile - Richard Brademann, architetto tedesco (n. 1884)
- 20 aprile - Peppino De Martino, attore italiano (n. 1908)
- 20 aprile - Alfredo Palacios, politico argentino (n. 1878)
- 20 aprile - August Sander, fotografo tedesco (n. 1876)
- 20 aprile - Dick Wessel, attore statunitense (n. 1913)
- 21 aprile - Pedro Albizu Campos, politico e militare portoricano (n. 1891)
- 21 aprile - Edward Victor Appleton, fisico britannico (n. 1892)
- 22 aprile - Johnny Dundee, pugile statunitense (n. 1893)
- 22 aprile - Harvey Eisenberg, animatore e fumettista statunitense (n. 1911)
- 22 aprile - Gretchen Merrill, pattinatrice artistica su ghiaccio statunitense (n. 1925)
- 22 aprile - Pier Antonio Quarantotti Gambini, scrittore, giornalista e bibliotecario italiano (n. 1910)
- 22 aprile - Renée Sintenis, scultrice tedesca (n. 1888)
- 23 aprile - George Adamski, ufologo polacco (n. 1891)
- 23 aprile - Herold Jansson, ginnasta danese (n. 1899)
- 24 aprile - Louise Dresser, attrice statunitense (n. 1878)
- 24 aprile - Ernesto Sequi, cavaliere e militare italiano (n. 1882)
- 24 aprile - Pierre Wertheimer, imprenditore francese (n. 1888)
- 25 aprile - Roberto Battaglia, schermidore italiano (n. 1909)
- 25 aprile - Tommy Spychiger, pilota automobilistico svizzero (n. 1934)
- 26 aprile - Luigi Marzoli, imprenditore italiano (n. 1883)
- 26 aprile - Mario Muzzarini, politico italiano (n. 1892)
- 27 aprile - Ambarcum Ivanovič Bek-Nazarov, regista cinematografico sovietico (n. 1892)
- 27 aprile - Ferruccio Burco, direttore d'orchestra italiano (n. 1939)
- 27 aprile - Edward R. Murrow, giornalista statunitense (n. 1908)
- 27 aprile - Otto Treßler, attore tedesco (n. 1871)
- 28 aprile - Alceste Arcangeli, zoologo e biologo italiano (n. 1880)
- 28 aprile - Ferdinand Bordewijk, avvocato e scrittore olandese (n. 1884)
- 28 aprile - Eusebio Delfín, compositore, musicista e cantante cubano (n. 1893)
- 30 aprile - Américo Belloto Varoni, violinista e direttore d'orchestra argentino (n. 1913)
- 30 aprile - Helen Chandler, attrice statunitense (n. 1906)
- 30 aprile - Oriolo Frezzotti, architetto e urbanista italiano (n. 1888)

## Maggio(84)
- 1º maggio - June Elvidge, attrice statunitense (n. 1893)
- 1º maggio - Spike Jones, musicista, attore e comico statunitense (n. 1911)
- 2 maggio - Olindo Preziosi, politico italiano (n. 1902)
- 2 maggio - Julianus Wagemans, ginnasta belga (n. 1890)
- 3 maggio - Alajos Keserű, pallanuotista ungherese (n. 1905)
- 3 maggio - Árpád Szakasits, politico e esperantista ungherese (n. 1888)
- 4 maggio - Violet Radcliffe, attrice statunitense (n. 1904)
- 4 maggio - Guido Salvini, regista e scenografo italiano (n. 1893)
- 5 maggio - Mario Buccellati, orafo, gioielliere e imprenditore italiano (n. 1891)
- 5 maggio - Archie MacDonald, lottatore britannico (n. 1895)
- 5 maggio - John Waters, regista statunitense (n. 1893)
- 6 maggio - Vittorina Benvenuti, attrice italiana (n. 1884)
- 6 maggio - Giulio Bevilacqua, cardinale e arcivescovo cattolico italiano (n. 1881)
- 6 maggio - Jim Krebs, cestista statunitense (n. 1935)
- 6 maggio - Oren E. Long, politico statunitense (n. 1889)
- 6 maggio - Giovanni Attilio Pozzo, imprenditore e politico italiano (n. 1876)
- 6 maggio - Edward Spencer, marciatore britannico (n. 1881)
- 7 maggio - Paolina Olga di Württemberg, principessa (n. 1877)
- 7 maggio - Charles Sheeler, pittore e fotografo statunitense (n. 1883)
- 8 maggio - Wally Hardinge, calciatore, allenatore di calcio e crickettista inglese (n. 1886)
- 8 maggio - Alberto Martini, storico dell'arte italiano (n. 1931)
- 8 maggio - Elliott O'Donnell, scrittore britannico (n. 1872)
- 8 maggio - Roberto Pagnani, collezionista d'arte italiano (n. 1914)
- 8 maggio - Pёtr Popov, allenatore di calcio e calciatore sovietico (n. 1898)
- 9 maggio - Leopold Figl, politico austriaco (n. 1902)
- 9 maggio - Dorothy Greenhough-Smith, pattinatrice artistica su ghiaccio britannica (n. 1882)
- 9 maggio - Torsten Hammarström, diplomatico svedese (n. 1896)
- 9 maggio - Ernesto de Martino, antropologo, storico delle religioni e filosofo italiano (n. 1908)
- 9 maggio - Giovanni Ravasi, calciatore e allenatore di calcio italiano (n. 1911)
- 9 maggio - Giovanni Varasi, calciatore italiano (n. 1903)
- 10 maggio - Louis Chaudet, regista e sceneggiatore statunitense (n. 1884)
- 10 maggio - William Petersson, lunghista e velocista svedese (n. 1895)
- 10 maggio - Jean Rodier, nuotatore e pallanuotista francese (n. 1891)
- 11 maggio - Salvatore Cabella, nuotatore e pallanuotista italiano (n. 1896)
- 12 maggio - Vincenzo Di Nanna, ingegnere e politico italiano (n. 1896)
- 12 maggio - Pic Günthardt, calciatore svizzero (n. 1885)
- 12 maggio - Carlos Scarone, calciatore uruguaiano (n. 1888)
- 12 maggio - Roger Vailland, giornalista e scrittore francese (n. 1907)
- 13 maggio - Sida Košutić, scrittrice, poetessa e drammaturga austro-ungarica (n. 1902)
- 13 maggio - Yitzchok Isaac Krasilschikov, rabbino e religioso russo (n. 1888)
- 14 maggio - Frances Perkins, politica statunitense (n. 1880)
- 15 maggio - Hans Beyer, ginnasta norvegese (n. 1889)
- 15 maggio - Cesare Colliva, avvocato e politico italiano (n. 1888)
- 15 maggio - Pio Pion, imprenditore italiano (n. 1887)
- 16 maggio - Mary Breckinridge, infermiera statunitense (n. 1881)
- 16 maggio - János Földessy, allenatore di calcio ungherese (n. 1888)
- 17 maggio - Alessandro Schiavi, giornalista, scrittore e sociologo italiano (n. 1872)
- 17 maggio - Michele Vocino, politico italiano (n. 1881)
- 18 maggio - Eli Cohen, agente segreto israeliano (n. 1924)
- 18 maggio - Paul Finet, politico e sindacalista belga (n. 1897)
- 19 maggio - Erik Abrahamsson, lunghista e hockeista su ghiaccio svedese (n. 1898)
- 19 maggio - Maria Dąbrowska, scrittrice polacca (n. 1889)
- 20 maggio - Edgar Barth, pilota automobilistico tedesco (n. 1917)
- 20 maggio - Charles Camoin, pittore francese (n. 1879)
- 20 maggio - Adevildo De Marchi, calciatore italiano (n. 1894)
- 20 maggio - Amos Edallo, architetto, urbanista e scultore italiano (n. 1908)
- 20 maggio - Riccardo Francalancia, pittore italiano (n. 1886)
- 20 maggio - Vincent Martínez Català, calciatore spagnolo (n. 1916)
- 20 maggio - Kristian Middelboe, calciatore danese (n. 1881)
- 20 maggio - Walter Percy Day, pittore e effettista britannico (n. 1878)
- 20 maggio - Maximilian Wancura, calciatore austriaco (n. 1885)
- 21 maggio - Dionigi Buzy, presbitero e scrittore francese (n. 1883)
- 21 maggio - Geoffrey de Havilland, aviatore e pioniere dell'aviazione britannico (n. 1882)
- 21 maggio - Fred Kolberg, pugile statunitense (n. 1900)
- 21 maggio - Vladimir Ratomskij, attore sovietico (n. 1891)
- 22 maggio - Heinrich Barth, filosofo svizzero (n. 1890)
- 23 maggio - Rosina Anselmi, attrice italiana (n. 1876)
- 23 maggio - Gladys Davis, schermitrice britannica (n. 1893)
- 23 maggio - Isabella Patricola, cantante e attrice teatrale statunitense (n. 1886)
- 23 maggio - David Smith, scultore statunitense (n. 1906)
- 24 maggio - Hans Jüttner, generale tedesco (n. 1894)
- 24 maggio - Lucien Levy, ingegnere elettrico francese (n. 1892)
- 24 maggio - Sonny Boy Williamson II, cantante e compositore statunitense (n. 1908)
- 25 maggio - Maurice Brocco, ciclista su strada e pistard francese (n. 1885)
- 25 maggio - Faxon M. Dean, direttore della fotografia statunitense (n. 1890)
- 25 maggio - Joseph Grew, diplomatico statunitense (n. 1880)
- 26 maggio - Franz Becker, calciatore tedesco (n. 1918)
- 27 maggio - Antonio Ligabue, pittore e scultore italiano (n. 1899)
- 28 maggio - Vladimir Rostislavovič Gardin, regista e attore russo (n. 1877)
- 28 maggio - Lydia Roberts, nutrizionista statunitense (n. 1879)
- 29 maggio - Geronimo, cantante italiano (n. 1943)
- 29 maggio - Léon Kochnitzky, musicologo e letterato belga (n. 1892)
- 30 maggio - Louis Trolle Hjelmslev, linguista e glottologo danese (n. 1899)
- 30 maggio - Ramón Torras, pilota motociclistico spagnolo (n. 1942)

## Giugno(81)
- 1º giugno - Mario De Micheli, calciatore italiano (n. 1907)
- 1º giugno - Curly Lambeau, allenatore di football americano e giocatore di football americano statunitense (n. 1898)
- 1º giugno - Manfredi Polverosi, tenore italiano (n. 1882)
- 1º giugno - Hellmut von der Chevallerie, generale tedesco (n. 1896)
- 2 giugno - Nannie Doss, serial killer statunitense (n. 1905)
- 2 giugno - Jens Hundseid, politico norvegese (n. 1883)
- 2 giugno - Albert Michotte, psicologo belga (n. 1881)
- 3 giugno - Elof Ahrle, attore e regista svedese (n. 1900)
- 3 giugno - Carl Oberg, generale tedesco (n. 1897)
- 3 giugno - Hjalmar Riiser-Larsen, esploratore e aviatore norvegese (n. 1890)
- 3 giugno - Max Volmer, chimico e fisico tedesco (n. 1885)
- 4 giugno - Sigmund Mowinckel, biblista norvegese (n. 1884)
- 5 giugno - Harry Babcock, astista statunitense (n. 1890)
- 5 giugno - Eleanor Farjeon, scrittrice e poetessa britannica (n. 1881)
- 5 giugno - Guglielmo di Svezia, principe svedese (n. 1884)
- 5 giugno - Vincenzo Velardi, generale e aviatore italiano (n. 1894)
- 7 giugno - Richard Billinger, drammaturgo, poeta e scrittore austriaco (n. 1890)
- 7 giugno - Judy Holliday, attrice statunitense (n. 1921)
- 7 giugno - Giuseppe Isnardi, storico, geografo e educatore italiano (n. 1886)
- 7 giugno - Phil Jordon, cestista statunitense (n. 1933)
- 8 giugno - Erik Chisholm, compositore, direttore d'orchestra e pianista scozzese (n. 1904)
- 8 giugno - Edmondo Rossoni, sindacalista, giornalista e politico italiano (n. 1884)
- 9 giugno - Giovanni Carrara, politico italiano (n. 1885)
- 9 giugno - Harold Hardman, calciatore inglese (n. 1882)
- 9 giugno - Peter Kemp, nuotatore e pallanuotista britannico (n. 1877)
- 10 giugno - Armanno Favalli, calciatore italiano (n. 1939)
- 10 giugno - Georg Misch, filosofo tedesco (n. 1878)
- 11 giugno - José Mendes Cabeçadas, ammiraglio e politico portoghese (n. 1883)
- 12 giugno - Giuseppe Rossetti, calciatore italiano (n. 1899)
- 13 giugno - Martin Buber, filosofo, teologo e pedagogista austriaco (n. 1878)
- 13 giugno - Helen Gordon-Lennox, nobildonna britannica (n. 1886)
- 13 giugno - Guido Guerrini, compositore italiano (n. 1890)
- 13 giugno - Vittorio Pugliese, politico italiano (n. 1905)
- 14 giugno - Zoltán Kemény, scultore ungherese (n. 1907)
- 14 giugno - Mario Reviglione, pittore e incisore italiano (n. 1883)
- 15 giugno - Steve Cochran, attore statunitense (n. 1917)
- 15 giugno - Maurice Monney-Bouton, canottiere francese (n. 1892)
- 15 giugno - Arnaldo Nebbia, calciatore italiano (n. 1906)
- 15 giugno - Willi Rickmer Rickmers, esploratore, naturalista e alpinista tedesco (n. 1873)
- 15 giugno - Ephraim Avigdor Speiser, assiriologo statunitense (n. 1902)
- 16 giugno - Günther Haack, attore tedesco (n. 1929)
- 17 giugno - Guglielmo Emanuel, giornalista e antifascista italiano (n. 1879)
- 17 giugno - Hilario López, calciatore messicano (n. 1907)
- 17 giugno - Motilal, attore indiano (n. 1910)
- 17 giugno - Manuel Vidal Hermosa, calciatore spagnolo (n. 1901)
- 18 giugno - Julius Bissier, pittore tedesco (n. 1893)
- 18 giugno - Marco Diener, nuotatore e pallanuotista francese (n. 1913)
- 19 giugno - Edmondo Cione, storico della filosofia, politico e critico letterario italiano (n. 1908)
- 19 giugno - Ruth Goetz, sceneggiatrice tedesca (n. 1886)
- 19 giugno - Franz Kruckenberg, ingegnere tedesco (n. 1882)
- 19 giugno - Leonid Michajlovič Poljakov, architetto sovietico (n. 1906)
- 19 giugno - Adriano Rimoldi, attore italiano (n. 1912)
- 20 giugno - Bernard Baruch, imprenditore e politico statunitense (n. 1870)
- 21 giugno - Henry Weed Fowler, zoologo statunitense (n. 1878)
- 22 giugno - Roberto Iras Baldessari, pittore e incisore italiano (n. 1894)
- 22 giugno - David O. Selznick, produttore cinematografico e sceneggiatore statunitense (n. 1902)
- 23 giugno - Mary Boland, attrice statunitense (n. 1880)
- 23 giugno - Carlo Carcano, allenatore di calcio e calciatore italiano (n. 1891)
- 23 giugno - Ugo Sartirana, ingegnere e politico italiano (n. 1901)
- 24 giugno - Antonio Di Donato, sindacalista e politico italiano (n. 1896)
- 25 giugno - Albert Alden, pistard britannico (n. 1887)
- 25 giugno - Hans Krahe, linguista tedesco (n. 1898)
- 25 giugno - Bertil Lindblad, astronomo svedese (n. 1895)
- 26 giugno - Reginald Beckwith, attore britannico (n. 1908)
- 26 giugno - Peter Yoshiro Saeki, giurista e teologo giapponese (n. 1871)
- 26 giugno - Odoardo Spadaro, cantautore, attore e cabarettista italiano (n. 1893)
- 26 giugno - Frederick Toms, canottiere canadese (n. 1885)
- 26 giugno - Berthold Ullman, latinista, saggista e critico letterario statunitense (n. 1882)
- 27 giugno - Albert Henderickx, calciatore belga (n. 1900)
- 27 giugno - Harry Porter, altista statunitense (n. 1882)
- 27 giugno - André Rey, psicologo svizzero (n. 1906)
- 27 giugno - Anthony Veiller, sceneggiatore e produttore cinematografico statunitense (n. 1903)
- 28 giugno - Romolo Corona, compositore, produttore discografico e editore italiano (n. 1893)
- 28 giugno - Lavinia Mazzucchetti, germanista, critica letteraria e traduttrice italiana (n. 1889)
- 28 giugno - Ottavio Pastore, giornalista e politico italiano (n. 1887)
- 29 giugno - Pietro Adinolfi, politico, avvocato e giornalista italiano (n. 1884)
- 29 giugno - Eric Backman, mezzofondista svedese (n. 1896)
- 29 giugno - Ernst Bernhard, psicoanalista, pediatra e astrologo tedesco (n. 1896)
- 30 giugno - Bessie Barriscale, attrice statunitense (n. 1884)
- 30 giugno - John Gaddum, farmacologo britannico (n. 1900)
- 30 giugno - William Dudley Pelley, politico, giornalista e scrittore statunitense (n. 1890)

## Luglio(74)
- 1º luglio - Pietro Bianchi, ginnasta italiano (n. 1888)
- 1º luglio - Enzo Bifoli, architetto, pittore e scultore italiano (n. 1882)
- 1º luglio - Herb Drury, hockeista su ghiaccio canadese (n. 1896)
- 1º luglio - Enrico Gonzales, politico, avvocato e antifascista italiano (n. 1882)
- 1º luglio - Claude Thornhill, pianista, arrangiatore e direttore d'orchestra statunitense (n. 1909)
- 2 luglio - Maurice Lombard, storico francese (n. 1904)
- 3 luglio - Anton Jasusch, pittore slovacco (n. 1882)
- 3 luglio - Clarence Loomis, compositore, pianista e insegnante statunitense (n. 1889)
- 3 luglio - Serafino Orlini, politico e avvocato italiano (n. 1892)
- 3 luglio - Attilio Rapisarda, attore teatrale e attore italiano (n. 1882)
- 5 luglio - Loreto Grande, botanico e naturalista italiano (n. 1878)
- 5 luglio - Ludwig Hussak, calciatore austriaco (n. 1883)
- 5 luglio - Ray Morstadt, cestista statunitense (n. 1913)
- 5 luglio - Porfirio Rubirosa, diplomatico, socialite e pilota automobilistico dominicano (n. 1909)
- 5 luglio - Leopoldo Bernardo di Lippe, principe tedesco (n. 1904)
- 7 luglio - Renzo Azaghi, calciatore italiano (n. 1896)
- 7 luglio - Moshe Sharett, politico ucraino (n. 1894)
- 7 luglio - Ubaldo Toffanetti, tenore italiano (n. 1896)
- 8 luglio - Ichirō Kōno, politico giapponese (n. 1898)
- 8 luglio - Thomas Sigismund Stribling, scrittore statunitense (n. 1881)
- 9 luglio - Raffaele Corso, etnografo e antropologo italiano (n. 1885)
- 9 luglio - Louis Harold Gray, fisico britannico (n. 1905)
- 10 luglio - Jacques Audiberti, scrittore, drammaturgo e poeta francese (n. 1899)
- 10 luglio - Neely Edwards, attore statunitense (n. 1883)
- 10 luglio - Giuseppe Villaroel, poeta, giornalista e scrittore italiano (n. 1889)
- 10 luglio - Leslie Wormald, canottiere britannico (n. 1890)
- 11 luglio - Ray Collins, attore statunitense (n. 1889)
- 11 luglio - Harald Johansen, calciatore norvegese (n. 1887)
- 12 luglio - Arrigo Frusta, giornalista, sceneggiatore e regista cinematografico italiano (n. 1875)
- 12 luglio - Gian Maria Lepscky, pittore italiano (n. 1897)
- 12 luglio - Irene Parlby, attivista e politica canadese (n. 1868)
- 12 luglio - Giuseppe Tallarico, medico e politico italiano (n. 1880)
- 13 luglio - Enrico Crespi, poeta e disegnatore italiano (n. 1877)
- 13 luglio - Laureano Gómez Castro, politico colombiano (n. 1889)
- 14 luglio - Matila Ghyka, diplomatico, scrittore e matematico rumeno (n. 1881)
- 14 luglio - Adlai Stevenson II, politico e diplomatico statunitense (n. 1900)
- 14 luglio - Spencer Williams, compositore, pianista e cantante statunitense (n. 1889)
- 14 luglio - Max Woosnam, tennista e calciatore inglese (n. 1892)
- 16 luglio - Diego Andiloro, politico italiano (n. 1895)
- 16 luglio - Filippo Caracciolo, nobile, politico e antifascista italiano (n. 1903)
- 16 luglio - Henry Jolles, pianista e compositore tedesco (n. 1902)
- 16 luglio - Simon Rodia, artista italiano (n. 1879)
- 17 luglio - Dan Lewis, calciatore gallese (n. 1902)
- 18 luglio - Roberto Cinquini, montatore italiano (n. 1924)
- 18 luglio - Otozō Yamada, generale giapponese (n. 1881)
- 19 luglio - Clyde Beatty, circense e attore statunitense (n. 1903)
- 19 luglio - Ingrid Jonker, scrittrice sudafricana (n. 1933)
- 19 luglio - Syngman Rhee, politico sudcoreano (n. 1875)
- 19 luglio - Gian Carlo Testoni, paroliere e giornalista italiano (n. 1912)
- 20 luglio - Francesco Saija, politico italiano (n. 1914)
- 21 luglio - Robert Sjursen, ginnasta norvegese (n. 1891)
- 22 luglio - Leroy Ioas, religioso statunitense (n. 1896)
- 22 luglio - Amedeo Peyron, avvocato e politico italiano (n. 1903)
- 23 luglio - Ernest Gevers, schermidore belga (n. 1891)
- 24 luglio - Constance Bennett, attrice statunitense (n. 1904)
- 25 luglio - Jules Masselis, ciclista su strada belga (n. 1886)
- 25 luglio - Alcide Pirazzi Maffiola, politico e partigiano italiano (n. 1897)
- 26 luglio - Giulio Marinetti, militare italiano (n. 1877)
- 27 luglio - Antonio Bassi, scultore italiano (n. 1889)
- 27 luglio - Roberto Bazlen, critico letterario, traduttore e curatore editoriale italiano (n. 1902)
- 27 luglio - Daniel-Rops, saggista e romanziere francese (n. 1901)
- 28 luglio - Attilio Amato, generale italiano (n. 1890)
- 28 luglio - Ranpo Edogawa, scrittore e critico letterario giapponese (n. 1894)
- 28 luglio - Antonio Nardi, pittore italiano (n. 1888)
- 28 luglio - Minor Watson, attore statunitense (n. 1889)
- 29 luglio - Harvey Cohn, mezzofondista e siepista statunitense (n. 1884)
- 29 luglio - Jeanne Froment-Meurice, golfista francese (n. 1878)
- 29 luglio - Bob King, altista statunitense (n. 1906)
- 30 luglio - Hermann Hurni, calciatore e imprenditore svizzero (n. 1889)
- 30 luglio - Pier Ruggero Piccio, aviatore italiano (n. 1880)
- 30 luglio - Jun'ichirō Tanizaki, scrittore giapponese (n. 1886)
- 30 luglio - Alan Washbond, bobbista statunitense (n. 1899)
- 31 luglio - André Godard, archeologo, architetto e storico dell'arte francese (n. 1881)
- 31 luglio - James Rennie, attore canadese (n. 1890)

## Agosto(63)
- 1º agosto - Steen Blicher, calciatore danese (n. 1899)
- 1º agosto - Slim Halderson, hockeista su ghiaccio canadese (n. 1898)
- 2 agosto - Aldo Borelli, giornalista italiano (n. 1890)
- 2 agosto - František Langer, drammaturgo ceco (n. 1888)
- 2 agosto - Tullio Marengoni, ingegnere e progettista italiano (n. 1881)
- 2 agosto - Friedrich Wimmer, generale, avvocato e archeologo austriaco (n. 1897)
- 3 agosto - Max Gumpel, pallanuotista e nuotatore svedese (n. 1890)
- 3 agosto - Bruce Manning, sceneggiatore e produttore cinematografico statunitense (n. 1902)
- 4 agosto - Ján Vojtaššák, vescovo cattolico slovacco (n. 1877)
- 5 agosto - Leslie Reginald Cox, paleontologo e geologo britannico (n. 1897)
- 5 agosto - Aksel Sandemose, scrittore norvegese (n. 1899)
- 5 agosto - Boško Simonović, calciatore e allenatore di calcio jugoslavo (n. 1898)
- 6 agosto - Nancy Carroll, attrice statunitense (n. 1903)
- 6 agosto - Jean Dargassies, ciclista su strada francese (n. 1872)
- 6 agosto - Adrien Fauchier-Magnan, tennista francese (n. 1873)
- 6 agosto - William Fullingim, supercentenario statunitense (n. 1855)
- 6 agosto - Everett Sloane, attore statunitense (n. 1909)
- 8 agosto - Jānis Balodis, generale e politico lettone (n. 1881)
- 8 agosto - Aglae Doria, calciatore italiano (n. 1893)
- 8 agosto - Shirley Jackson, scrittrice e giornalista statunitense (n. 1916)
- 9 agosto - Amedeo Angeli, bobbista italiano (n. 1911)
- 9 agosto - Creighton Hale, attore irlandese (n. 1882)
- 9 agosto - Thomas Percy Hilditch, chimico inglese (n. 1886)
- 10 agosto - Nicolangelo Carnimeo, generale e magistrato italiano (n. 1887)
- 10 agosto - Erich Rothacker, filosofo tedesco (n. 1888)
- 11 agosto - Harald Halvorsen, ginnasta norvegese (n. 1878)
- 11 agosto - Ethel Thomson Larcombe, tennista e giocatrice di badminton britannica (n. 1879)
- 12 agosto - Nice Contieri, slavista italiana (n. 1912)
- 13 agosto - Hayato Ikeda, politico giapponese (n. 1899)
- 13 agosto - Silas Molema, politico, attivista e storico sudafricano
- 14 agosto - Róbert Kisuczky, calciatore ungherese (n. 1938)
- 15 agosto - Maurice Letchford, lottatore canadese (n. 1908)
- 15 agosto - Karl Pink, numismatico austriaco (n. 1884)
- 17 agosto - Giovanni Bernasconi, progettista italiano (n. 1901)
- 17 agosto - Jack Spicer, poeta statunitense (n. 1925)
- 18 agosto - Victor Abeloos, pittore belga (n. 1881)
- 18 agosto - Philip La Follette, politico statunitense (n. 1897)
- 18 agosto - Ben Stom, calciatore olandese (n. 1886)
- 19 agosto - Costantino Bianchi, ingegnere e politico italiano (n. 1908)
- 19 agosto - Kenneth Casey, attore e compositore statunitense (n. 1899)
- 20 agosto - George Oliver, golfista statunitense (n. 1883)
- 21 agosto - Odile Defraye, ciclista su strada e pistard belga (n. 1888)
- 23 agosto - Mustafa al-Nahhas, politico egiziano (n. 1879)
- 24 agosto - Amílcar Barbuy, allenatore di calcio e calciatore brasiliano (n. 1893)
- 24 agosto - Mart Kuusik, canottiere estone (n. 1885)
- 24 agosto - Joshua Meador, effettista statunitense (n. 1911)
- 25 agosto - Johnny Hayes, maratoneta statunitense (n. 1886)
- 25 agosto - Giuseppe Ornati, liutaio italiano (n. 1887)
- 26 agosto - Palmerio Ariu, carabiniere italiano (n. 1939)
- 26 agosto - Maria Corsini, beata italiana (n. 1884)
- 26 agosto - Eric Gutkind, filosofo tedesco (n. 1877)
- 27 agosto - Le Corbusier, architetto, urbanista e pittore svizzero (n. 1887)
- 28 agosto - Giulio Costanzi, generale e ingegnere italiano (n. 1875)
- 28 agosto - Giulio Racah, fisico e matematico italiano (n. 1909)
- 28 agosto - Manara Valgimigli, filologo classico, grecista e poeta italiano (n. 1876)
- 28 agosto - Rashid Ali al-Kaylani, politico iracheno (n. 1892)
- 29 agosto - George Erskine, generale britannico (n. 1899)
- 29 agosto - Gurban Pirimov, musicista azero (n. 1880)
- 29 agosto - Paul Waner, giocatore di baseball statunitense (n. 1903)
- 30 agosto - Pauline Garon, attrice canadese (n. 1898)
- 30 agosto - Otto Müller, pallanuotista austriaco (n. 1910)
- 30 agosto - Píndaro, calciatore e allenatore di calcio brasiliano (n. 1892)
- 31 agosto - E. E. Smith, autore di fantascienza statunitense (n. 1890)

## Settembre(65)
- 1º settembre - Joe Lynch, pugile statunitense (n. 1898)
- 2 settembre - Louis Baillon, hockeista su prato britannico (n. 1881)
- 2 settembre - Johannes Bobrowski, scrittore e poeta tedesco (n. 1917)
- 2 settembre - Felix E. Feist, regista statunitense (n. 1910)
- 2 settembre - Gesualdo Manzella Frontini, poeta, giornalista e scrittore italiano (n. 1885)
- 2 settembre - Gino Pestelli, giornalista e pubblicitario italiano (n. 1885)
- 3 settembre - Alanova, ballerina, coreografa e attrice statunitense (n. 1902)
- 3 settembre - Otto Lederer, attore statunitense (n. 1886)
- 4 settembre - Tommy Hampson, mezzofondista e velocista britannico (n. 1907)
- 4 settembre - Albert Schweitzer, medico, teologo e filantropo tedesco (n. 1875)
- 4 settembre - Angelo Donato Tirabassi, docente e politico italiano (n. 1907)
- 5 settembre - Carlos F. Borcosque, regista e sceneggiatore cileno (n. 1894)
- 5 settembre - Maria Fein, attrice austriaca (n. 1892)
- 5 settembre - C. Gardner Sullivan, sceneggiatore statunitense (n. 1884)
- 6 settembre - Konstantin Georgievič Mostras, violinista, docente e compositore russo (n. 1886)
- 7 settembre - Bobby Benson, hockeista su ghiaccio canadese (n. 1894)
- 8 settembre - Dorothy Dandridge, attrice e cantante statunitense (n. 1922)
- 8 settembre - Hermann Staudinger, chimico tedesco (n. 1881)
- 8 settembre - Arius van Tienhoven, medico olandese (n. 1886)
- 9 settembre - Julián Carrillo, compositore, direttore d'orchestra e violinista messicano (n. 1875)
- 9 settembre - Philipp Wilhelm Jung, politico tedesco (n. 1884)
- 10 settembre - Bobby Jordan, attore statunitense (n. 1923)
- 10 settembre - Walter Siegmeister, scrittore statunitense (n. 1901)
- 12 settembre - Chris Berger, velocista olandese (n. 1911)
- 12 settembre - Lucian Truscott, generale statunitense (n. 1895)
- 13 settembre - Grigorij Belov, attore sovietico (n. 1895)
- 13 settembre - Angelo Patri, pedagogista, scrittore e educatore italiano (n. 1876)
- 15 settembre - Alfredo Armano, calciatore e arbitro di calcio italiano (n. 1885)
- 15 settembre - Bertram Brooke, nobile malese (n. 1876)
- 15 settembre - Amedeo Chiantoni, attore italiano (n. 1871)
- 15 settembre - Noël Delberghe, pallanuotista francese (n. 1897)
- 15 settembre - Elvira Giallanella, regista cinematografica e produttrice cinematografica italiana (n. 1885)
- 15 settembre - Frank Moss, calciatore inglese (n. 1895)
- 15 settembre - Michelangelo Paternò del Toscano, politico italiano (n. 1888)
- 16 settembre - Tom Burridge, calciatore inglese (n. 1881)
- 16 settembre - Fred Quimby, produttore cinematografico statunitense (n. 1886)
- 17 settembre - Ksenija Georgievna Romanova, principessa russa (n. 1903)
- 17 settembre - Alejandro Casona, scrittore spagnolo (n. 1903)
- 17 settembre - Jacques Coutrot, schermidore francese (n. 1898)
- 17 settembre - Vincenzo Volpe, calciatore italiano (n. 1919)
- 18 settembre - Regina Pacini, soprano e filantropa portoghese (n. 1871)
- 19 settembre - Kurt Goldstein, neurologo e psichiatra tedesco (n. 1878)
- 19 settembre - Lionel Terray, alpinista francese (n. 1921)
- 20 settembre - Arthur Holmes, geofisico e geologo inglese (n. 1890)
- 22 settembre - Othmar Ammann, ingegnere svizzero (n. 1879)
- 22 settembre - Ethel Browning, attrice e sceneggiatrice statunitense (n. 1877)
- 22 settembre - Albano Corneli, politico italiano (n. 1890)
- 22 settembre - Biz Mackey, giocatore di baseball statunitense (n. 1897)
- 23 settembre - Nicola Crapsi, politico e sindacalista italiano (n. 1899)
- 23 settembre - Jakob Werlin, progettista tedesco (n. 1886)
- 24 settembre - Carl Rudolf Florin, botanico svedese (n. 1894)
- 24 settembre - Robustiano Patrón Costas, politico, imprenditore e avvocato argentino (n. 1878)
- 25 settembre - Dario Barbosa, tiratore a segno brasiliano (n. 1882)
- 25 settembre - Ivan Osiier, schermidore danese (n. 1888)
- 25 settembre - Nikolai Sokoloff, direttore d'orchestra e violinista russo (n. 1886)
- 26 settembre - Giacinto Giovanni Ambrosi, arcivescovo cattolico italiano (n. 1887)
- 26 settembre - Raymond Rognoni, attore francese (n. 1892)
- 27 settembre - Clara Bow, attrice statunitense (n. 1905)
- 27 settembre - William Stanier, ingegnere inglese (n. 1876)
- 27 settembre - Ernest Victor Tweedy, arcivescovo cattolico australiano (n. 1901)
- 28 settembre - Ernesto Codignola, pedagogista e filosofo italiano (n. 1885)
- 28 settembre - Eddie Gribbon, attore statunitense (n. 1890)
- 28 settembre - Karl Imhoff, ingegnere e inventore tedesco (n. 1876)
- 28 settembre - Sándor Rónai, politico ungherese (n. 1892)
- 29 settembre - Constantin Heldmann, generale tedesco (n. 1893)

## Ottobre(94)
- 1º ottobre - Walter Blattmann, ciclista su strada e ciclocrossista svizzero (n. 1910)
- 2 ottobre - Karl Allmendinger, generale tedesco (n. 1891)
- 2 ottobre - Al Lane, tiratore a segno statunitense (n. 1891)
- 2 ottobre - Oskar Lange, economista e ambasciatore polacco (n. 1904)
- 2 ottobre - James Johnston Navagh, vescovo cattolico statunitense (n. 1901)
- 2 ottobre - Anton Vodnik, scrittore sloveno (n. 1901)
- 3 ottobre - Attilio Beltramino, missionario e vescovo cattolico italiano (n. 1901)
- 3 ottobre - Caterina Lescano, cantante ungherese (n. 1919)
- 3 ottobre - Max Picard, scrittore svizzero (n. 1888)
- 3 ottobre - Zachary Scott, attore statunitense (n. 1914)
- 5 ottobre - Claus Cito, scultore lussemburghese (n. 1882)
- 5 ottobre - Angelo Rossini, arcivescovo cattolico italiano (n. 1890)
- 6 ottobre - Vincenzo Cimatti, presbitero, educatore e compositore italiano (n. 1879)
- 6 ottobre - Aldo Petacchi, politico italiano (n. 1916)
- 6 ottobre - Tom Kennedy, attore statunitense (n. 1885)
- 7 ottobre - Jesse Douglas, matematico statunitense (n. 1897)
- 8 ottobre - Gilbert Colgate, Jr., bobbista statunitense (n. 1899)
- 8 ottobre - Nino Lolli, calciatore e politico italiano (n. 1905)
- 8 ottobre - Helen Wainwright, tuffatrice e nuotatrice statunitense (n. 1906)
- 9 ottobre - Juan Andreu Almazán, generale, politico e imprenditore messicano (n. 1891)
- 9 ottobre - Pëtr Filippov, calciatore sovietico (n. 1893)
- 10 ottobre - Florian Camathias, pilota motociclistico svizzero (n. 1924)
- 10 ottobre - Aldo Castelli, artista italiano (n. 1900)
- 10 ottobre - Jacques Davignon, diplomatico belga (n. 1896)
- 10 ottobre - Armando Fedeli, operaio, antifascista e politico italiano (n. 1898)
- 10 ottobre - Jackie Gardiner, calciatore scozzese (n. 1911)
- 10 ottobre - Francesco Martino, ginnasta italiano (n. 1900)
- 10 ottobre - Hermann Uhde, basso-baritono tedesco (n. 1914)
- 11 ottobre - Roberto Cherro, calciatore argentino (n. 1907)
- 11 ottobre - Dorothea Lange, fotografa statunitense (n. 1895)
- 11 ottobre - Hans Nielsen, attore e doppiatore tedesco (n. 1911)
- 11 ottobre - Walther Stampfli, politico svizzero (n. 1884)
- 11 ottobre - Franco Villani, produttore cinematografico italiano (n. 1918)
- 12 ottobre - Lucie Englisch, attrice austriaca (n. 1902)
- 12 ottobre - Alberto Greco, pittore e poeta argentino (n. 1931)
- 12 ottobre - Paul Hermann Müller, chimico svizzero (n. 1899)
- 13 ottobre - Joe Brown, attore statunitense (n. 1884)
- 13 ottobre - Livio Cattel, ciclista su strada italiano (n. 1901)
- 14 ottobre - Bill Hogenson, velocista statunitense (n. 1884)
- 14 ottobre - Randall Jarrell, poeta, saggista e scrittore statunitense (n. 1914)
- 14 ottobre - Pasquale Platania, scultore italiano (n. 1892)
- 15 ottobre - Adrien Filez, calciatore francese (n. 1885)
- 15 ottobre - Adolf Abraham Halevi Fraenkel, matematico tedesco (n. 1891)
- 15 ottobre - Sabatino Mele, politico e medico italiano (n. 1897)
- 16 ottobre - Prospero Freri, militare, aviatore e giavellottista italiano (n. 1892)
- 16 ottobre - Francesco Penta, ingegnere italiano (n. 1899)
- 16 ottobre - Enrico Piaggio, imprenditore italiano (n. 1905)
- 16 ottobre - Anselmo Pisa, allenatore di calcio e calciatore argentino (n. 1918)
- 17 ottobre - Anders Henrikson, attore, regista e sceneggiatore svedese (n. 1896)
- 18 ottobre - Marina Doge, attrice e soubrette italiana (n. 1922)
- 18 ottobre - Henry Travers, attore britannico (n. 1874)
- 18 ottobre - Lauri Törni, militare finlandese (n. 1919)
- 19 ottobre - Antonio Boggiano Pico, politico e giurista italiano (n. 1873)
- 19 ottobre - Carlo Capra, pianista e compositore italiano (n. 1901)
- 19 ottobre - Kiriki, calciatore spagnolo (n. 1907)
- 20 ottobre - Corrado Govoni, poeta italiano (n. 1884)
- 20 ottobre - Kameto Kuroshima, ammiraglio giapponese (n. 1893)
- 20 ottobre - Edward McLaughlin, mafioso statunitense
- 20 ottobre - Giulio Natali, storico della letteratura italiano (n. 1875)
- 20 ottobre - Guglielmo Piantoni, calciatore italiano (n. 1912)
- 21 ottobre - Bill Black, musicista statunitense (n. 1926)
- 21 ottobre - Marcel Delépine, chimico e farmacologo francese (n. 1871)
- 21 ottobre - Marie McDonald, attrice e cantante statunitense (n. 1923)
- 21 ottobre - Eetje Sol, calciatore olandese (n. 1881)
- 21 ottobre - Joaquin Vázquez, calciatore spagnolo (n. 1897)
- 22 ottobre - Paul Tillich, teologo tedesco (n. 1886)
- 22 ottobre - William Williams, militare britannico (n. 1890)
- 23 ottobre - Giovanni Varda, militare italiano (n. 1884)
- 24 ottobre - José do Patrocínio Dias, vescovo cattolico portoghese (n. 1884)
- 24 ottobre - Hans Meerwein, chimico tedesco (n. 1879)
- 25 ottobre - Eduard Einstein, psichiatra svizzero (n. 1910)
- 25 ottobre - Hans Knappertsbusch, direttore d'orchestra tedesco (n. 1888)
- 25 ottobre - Buddy Messinger, attore e regista statunitense (n. 1907)
- 27 ottobre - Peter La Farge, cantautore e musicista statunitense (n. 1931)
- 27 ottobre - Elemér Pászti, ginnasta ungherese (n. 1889)
- 27 ottobre - Leo Hale Taylor, missionario e arcivescovo cattolico statunitense (n. 1889)
- 28 ottobre - Luigi Amoroso, matematico e economista italiano (n. 1886)
- 28 ottobre - Earl Bostic, sassofonista statunitense (n. 1913)
- 28 ottobre - Thomas Graham Brown, alpinista e fisiologo inglese (n. 1882)
- 28 ottobre - Luther P. Eisenhart, matematico statunitense (n. 1876)
- 28 ottobre - Karl Rumbold, calciatore e allenatore di calcio austriaco (n. 1893)
- 28 ottobre - Edythe Wright, cantante statunitense (n. 1916)
- 29 ottobre - Miller Anderson, tuffatore e militare statunitense (n. 1922)
- 29 ottobre - Mehdi Ben Barka, politico e attivista marocchino (n. 1920)
- 29 ottobre - Bill McKechnie, giocatore di baseball e allenatore di baseball statunitense (n. 1886)
- 29 ottobre - Frank Wheaton, tennista statunitense (n. 1876)
- 29 ottobre - Lorenzo de Paolis, violoncellista, compositore e direttore d'orchestra italiano (n. 1890)
- 30 ottobre - Francisco Garza Gutiérrez, calciatore messicano (n. 1904)
- 30 ottobre - Paul Grümmer, violoncellista tedesco (n. 1879)
- 30 ottobre - Arthur Schlesinger Sr., storico statunitense (n. 1888)
- 31 ottobre - Dan Burros, attivista statunitense (n. 1937)
- 31 ottobre - Rita Johnson, attrice statunitense (n. 1913)
- 31 ottobre - James McLean, mafioso statunitense (n. 1930)
- 31 ottobre - Oreste Tosini, calciatore italiano (n. 1904)

## Novembre(81)
- 1º novembre - Giuseppe Biagi, militare e esploratore italiano (n. 1897)
- 1º novembre - Alfred Comte, ingegnere aeronautico svizzero (n. 1895)
- 1º novembre - Elisabetta Conci, politica italiana (n. 1895)
- 2 novembre - Herbert Vere Evatt, avvocato e politico australiano (n. 1894)
- 2 novembre - Nickolas Muray, fotografo ungherese (n. 1892)
- 2 novembre - Félix Paiva, giurista e politico paraguaiano (n. 1877)
- 2 novembre - Alessandro Sardi, politico italiano (n. 1889)
- 4 novembre - Dante Berretti, dirigente sportivo italiano (n. 1897)
- 4 novembre - Luigi Bonazza, pittore italiano (n. 1877)
- 4 novembre - Georges-Henri Luquet, filosofo francese (n. 1876)
- 4 novembre - Georgette Chapelle, fotoreporter statunitense (n. 1919)
- 4 novembre - Matteo Palmieri, militare italiano (n. 1889)
- 5 novembre - René Blancard, attore francese (n. 1897)
- 6 novembre - Fedir Duz-Chotymyrs'kyj, scacchista sovietica (n. 1879)
- 6 novembre - Gerhard Feyerabend, generale tedesco (n. 1898)
- 6 novembre - Edgard Varèse, compositore francese (n. 1883)
- 6 novembre - Clarence Williams, musicista e compositore statunitense (n. 1898)
- 7 novembre - Ernstas Deringas, calciatore lituano (n. 1895)
- 7 novembre - Carl-Heinz Mahlmann, calciatore tedesco (n. 1907)
- 7 novembre - Nikolaj Mel'nickij, tiratore a segno russo (n. 1887)
- 7 novembre - Hugh Randall Syme, militare australiano (n. 1903)
- 7 novembre - Otto Wernicke, attore e doppiatore tedesco (n. 1893)
- 8 novembre - Cesare Fagiani, poeta italiano (n. 1901)
- 8 novembre - Emma Gramatica, attrice italiana (n. 1874)
- 8 novembre - Dorothy Kilgallen, giornalista e conduttrice televisiva statunitense (n. 1913)
- 9 novembre - Anatolij Konev, cestista sovietico (n. 1921)
- 9 novembre - Porfirij Podobed, attore e regista sovietico (n. 1886)
- 9 novembre - František Vacín, nuotatore e pallanuotista cecoslovacco (n. 1893)
- 10 novembre - Aldo Nadi, schermidore italiano (n. 1899)
- 10 novembre - Giovanni Scheiwiller, editore e critico d'arte italiano (n. 1889)
- 10 novembre - Pia Zambotti, archeologa italiana (n. 1898)
- 11 novembre - Vincenzo Calace, politico e antifascista italiano (n. 1895)
- 11 novembre - Gaston Glass, attore e produttore cinematografico francese (n. 1899)
- 12 novembre - Many Benner, pittore e museologo francese (n. 1873)
- 13 novembre - Natale Montillo, regista, sceneggiatore e attore italiano (n. 1898)
- 14 novembre - Russell Collins, attore statunitense (n. 1897)
- 14 novembre - Dawn Powell, scrittrice statunitense (n. 1896)
- 15 novembre - Luigi Froni, scultore italiano (n. 1901)
- 15 novembre - Natalie Kalmus, imprenditrice statunitense (n. 1882)
- 15 novembre - Wilbert Melville, regista e sceneggiatore statunitense (n. 1892)
- 16 novembre - Lansdell Christie, imprenditore e filantropo statunitense (n. 1903)
- 16 novembre - William Thomas Cosgrave, politico irlandese (n. 1880)
- 16 novembre - Erik Heinrichs, generale finlandese (n. 1890)
- 16 novembre - Giuseppe Romano, calciatore e allenatore di calcio italiano (n. 1918)
- 17 novembre - Egidio Lari, arcivescovo cattolico italiano (n. 1882)
- 18 novembre - Widar Cesarini Sforza, filosofo e giurista italiano (n. 1886)
- 18 novembre - Guido Chigi-Saracini, mecenate e compositore italiano (n. 1880)
- 18 novembre - Gino Rovetta, dirigente sportivo italiano (n. 1896)
- 18 novembre - Henry A. Wallace, politico e imprenditore statunitense (n. 1888)
- 18 novembre - Frank Wilcoxon, statistico e chimico irlandese (n. 1892)
- 19 novembre - Carmela Adani, scultrice italiana (n. 1899)
- 19 novembre - Frank Allen, fisico statunitense (n. 1874)
- 19 novembre - Earl Johnson, mezzofondista statunitense (n. 1891)
- 19 novembre - Dante Lattes, rabbino, pubblicista e politico italiano (n. 1876)
- 20 novembre - Andrea Aglietto, politico e partigiano italiano (n. 1888)
- 20 novembre - Adolf Konto, velista finlandese (n. 1911)
- 21 novembre - Naoum Blinder, violinista e insegnante statunitense (n. 1889)
- 21 novembre - Ulderico Giovacchini, pittore italiano (n. 1890)
- 22 novembre - Dipa Nusantara Aidit, politico indonesiano (n. 1923)
- 22 novembre - Otto Kirchheimer, giurista e politologo tedesco (n. 1905)
- 23 novembre - Arcady Boytler, regista, attore e sceneggiatore russo (n. 1890)
- 23 novembre - Ugo Napoleone Giuseppe Broggi, matematico italiano (n. 1880)
- 23 novembre - Frank Debenham, geologo, esploratore e geografo australiano (n. 1883)
- 23 novembre - Pat Page, cestista, giocatore di baseball e giocatore di football americano statunitense (n. 1887)
- 23 novembre - Ernest Shepard, contrabbassista e cantante statunitense (n. 1916)
- 23 novembre - Elisabetta di Baviera, sovrana belga (n. 1876)
- 24 novembre - Nino Equatore, lottatore italiano (n. 1898)
- 24 novembre - Abd Allah III al-Salim Al Sabah, sovrano kuwaitiano (n. 1895)
- 25 novembre - Angelica Balabanoff, attivista e politica russa (n. 1878)
- 25 novembre - Myra Hess, pianista inglese (n. 1890)
- 25 novembre - Antoni Pająk, politico polacco (n. 1893)
- 25 novembre - Carl Peter Vaernet, medico danese (n. 1893)
- 26 novembre - Mario Begni, calciatore italiano (n. 1924)
- 26 novembre - Wild Bill Elliott, attore statunitense (n. 1904)
- 26 novembre - Glauco Natoli, critico letterario e poeta italiano (n. 1908)
- 27 novembre - Alfeo Corassori, politico italiano (n. 1903)
- 29 novembre - Lionel Bony de Castellane, schermidore francese (n. 1891)
- 29 novembre - Michele Terzaghi, politico italiano (n. 1883)
- 30 novembre - Michele Galdieri, commediografo, paroliere e sceneggiatore italiano (n. 1902)
- 30 novembre - Alfred Guillaume, arabista e islamista britannico (n. 1888)
- 30 novembre - Richard Saul, aviatore e generale britannico (n. 1891)

## Dicembre(83)
- 1º dicembre - Fritz Gosslau, ingegnere tedesco (n. 1898)
- 1º dicembre - Paddy McClure, nuotatore e pallanuotista irlandese (n. 1908)
- 1º dicembre - Michael Rocque, hockeista su prato indiano (n. 1899)
- 2 dicembre - Pierre Bovet, psichiatra e pedagogo svizzero (n. 1878)
- 2 dicembre - Hugh Latimer Dryden, fisico statunitense (n. 1898)
- 2 dicembre - Fritz Gajewski, imprenditore tedesco (n. 1885)
- 2 dicembre - Giuseppe La Duca, scacchista italiano (n. 1881)
- 2 dicembre - Attilio Maggiani, allenatore di calcio e calciatore italiano (n. 1893)
- 2 dicembre - Gina Martini Fanoli, politica italiana (n. 1919)
- 2 dicembre - Sadaichi Matsunaga, ammiraglio giapponese (n. 1892)
- 3 dicembre - Hank D'Amico, clarinettista e sassofonista statunitense (n. 1915)
- 3 dicembre - Iginio Ugo Faralli, diplomatico italiano (n. 1889)
- 3 dicembre - Mario Fasson, calciatore svizzero (n. 1902)
- 3 dicembre - Enrico Olivetti, imprenditore e dirigente sportivo italiano
- 3 dicembre - Hanna Sobačko-Šostak, pittrice ucraina (n. 1883)
- 3 dicembre - Pietro Zucchinetti, calciatore italiano (n. 1887)
- 5 dicembre - Joseph Erlanger, medico statunitense (n. 1874)
- 5 dicembre - Sergio Pugliese, drammaturgo e giornalista italiano (n. 1908)
- 5 dicembre - Aldo Valori, scrittore e giornalista italiano (n. 1882)
- 6 dicembre - Elio Steiner, attore italiano (n. 1905)
- 6 dicembre - Domenicano Tondi, scrittore e poeta italiano (n. 1885)
- 6 dicembre - Giorgio Zampori, ginnasta italiano (n. 1887)
- 7 dicembre - Henri Frotier de La Messelière, storico e genealogista francese (n. 1875)
- 8 dicembre - Wilfred Backhouse Alexander, ornitologo e entomologo britannico (n. 1885)
- 8 dicembre - William Henry Phelps, ornitologo e esploratore statunitense (n. 1875)
- 8 dicembre - André Rosseel, ciclista su strada belga (n. 1924)
- 9 dicembre - Gioacchino Armano, dirigente sportivo e calciatore italiano (n. 1883)
- 9 dicembre - Joan Horan, arciera e nuotatrice irlandese (n. 1918)
- 9 dicembre - Branch Rickey, giocatore di baseball, allenatore di baseball e dirigente sportivo statunitense (n. 1881)
- 9 dicembre - Franco Sartori, pianista e compositore italiano (n. 1892)
- 10 dicembre - Henry Cowell, compositore, teorico musicale e pianista statunitense (n. 1897)
- 10 dicembre - Luigi Maiocco, ginnasta italiano (n. 1892)
- 11 dicembre - Giuseppe De Stefanis, generale italiano (n. 1885)
- 11 dicembre - Rafael Hernández Marín, compositore portoricano (n. 1892)
- 11 dicembre - Elemér Kovács, allenatore di calcio e calciatore ungherese (n. 1890)
- 12 dicembre - Gaetano Castelfranchi, ingegnere e fisico italiano (n. 1892)
- 12 dicembre - Georges Gurvitch, sociologo russo (n. 1894)
- 12 dicembre - Halvdan Koht, storico e politico norvegese (n. 1873)
- 12 dicembre - William Randolph Lovelace II, medico statunitense (n. 1907)
- 13 dicembre - Edoardo Corsi, scrittore italiano (n. 1896)
- 14 dicembre - Hellmuth Felmy, militare tedesco (n. 1885)
- 14 dicembre - Mack Lee Hill, giocatore di football americano statunitense (n. 1940)
- 14 dicembre - Leopoldine Konstantin, attrice austriaca (n. 1886)
- 15 dicembre - Bessarione, missionario, politico e arcivescovo ortodosso albanese (n. 1887)
- 15 dicembre - Leonid Petrovič Grossman, scrittore russo (n. 1888)
- 15 dicembre - Jerome Daniel Hannan, vescovo cattolico statunitense (n. 1896)
- 15 dicembre - Peer Krom, calciatore olandese (n. 1898)
- 16 dicembre - François Hugues, calciatore francese (n. 1896)
- 16 dicembre - William Somerset Maugham, scrittore e commediografo britannico (n. 1874)
- 16 dicembre - Tito Schipa, tenore e attore italiano (n. 1888)
- 16 dicembre - Salote Tupou III, regina tongano (n. 1900)
- 17 dicembre - Hastings Lionel Ismay, generale, politico e diplomatico britannico (n. 1887)
- 17 dicembre - Tommaso Lequio di Assaba, militare e cavaliere italiano (n. 1893)
- 17 dicembre - Maria Teresa Vera, cantante, compositrice e chitarrista cubana (n. 1895)
- 18 dicembre - Wilhelm Munthe, genealogista norvegese (n. 1883)
- 18 dicembre - Ture Wersäll, tiratore di fune svedese (n. 1883)
- 19 dicembre - Gianfranco Bersani, cestista italiano (n. 1919)
- 20 dicembre - Antonio Cavalli, politico e militare italiano (n. 1889)
- 20 dicembre - Pietro Fassi, pittore italiano (n. 1885)
- 20 dicembre - Wilhelm Malaniuk, giudice e giurista austriaco (n. 1906)
- 20 dicembre - Giuseppe Saitta, filosofo e storico della filosofia italiano (n. 1881)
- 20 dicembre - Alexander Stevens, geologo e esploratore britannico (n. 1886)
- 21 dicembre - Kōdō Sawaki, monaco buddhista giapponese (n. 1880)
- 22 dicembre - Paolo Boetti, militare italiano (n. 1901)
- 24 dicembre - William M. Branham, predicatore statunitense (n. 1909)
- 24 dicembre - Vittorio Emanuele Bravetta, poeta, scrittore e giornalista italiano (n. 1889)
- 24 dicembre - Manuel Gallego, militare spagnolo (n. 1894)
- 24 dicembre - Silvio Laurenti Rosa, regista e attore italiano (n. 1892)
- 25 dicembre - Andrea Torrente, giurista e magistrato italiano (n. 1908)
- 25 dicembre - Paolo Vietti-Violi, architetto italiano (n. 1882)
- 25 dicembre - Paolo de Töth, presbitero e giornalista italiano (n. 1881)
- 26 dicembre - Daniel Bouckaert, cavaliere belga (n. 1894)
- 26 dicembre - John Cregan, mezzofondista statunitense (n. 1878)
- 26 dicembre - Ethel Fleming, attrice statunitense (n. 1890)
- 28 dicembre - Paolo Bentivoglio, politico, antifascista e attivista italiano (n. 1894)
- 28 dicembre - Joseph De Combe, nuotatore e pallanuotista belga (n. 1901)
- 28 dicembre - Guido Fiorini, architetto e scenografo italiano (n. 1891)
- 28 dicembre - Bert Macdonald, mezzofondista britannico (n. 1902)
- 29 dicembre - Gordon Morgan Holmes, neurologo inglese (n. 1876)
- 29 dicembre - Frank S. Nugent, sceneggiatore, giornalista e critico cinematografico statunitense (n. 1908)
- 30 dicembre - Arnaldo Frateili, poeta, scrittore e giornalista italiano (n. 1888)
- 30 dicembre - Georges Paulmier, ciclista su strada francese (n. 1882)
- 30 dicembre - Franz Roh, artista, fotografo e critico d'arte tedesco (n. 1890)

## Senza giorno specificato(67)
- Alberto Achá, calciatore boliviano (n. 1920)
- Robyn Adair, attore statunitense (n. 1884)
- Robert Adams, attore britannico (n. 1906)
- Henri Alméras, profumiere francese (n. 1892)
- Pasquale Arzuffi, pittore italiano (n. 1897)
- Abdesselem Ben Mohammed, calciatore marocchino (n. 1926)
- Mario Biazzi, pittore italiano (n. 1880)
- Carl Buettner, fumettista statunitense (n. 1903)
- Carmen Bulgarelli Campori, soprano e compositrice italiana (n. 1910)
- Antonio Campostano, fotografo italiano (n. 1877)
- Mario Capra, calciatore italiano (n. 1897)
- Giuseppe Carosi, pittore e incisore italiano (n. 1883)
- Raimondo Carta Raspi, storico e editore italiano (n. 1893)
- Giacomo Enrico Casati, ingegnere e progettista italiano (n. 1879)
- Giacomo Ciamberlani, pittore e disegnatore italiano (n. 1893)
- Michele Cianciulli, avvocato italiano (n. 1895)
- Angelo Colagrande, avvocato e politico italiano (n. 1884)
- Luigi Sante Da Rios, fisico e matematico italiano (n. 1881)
- Nicola De Cesare, funzionario italiano (n. 1891)
- Francesco Domenico De Lorenzo, prefetto italiano (n. 1907)
- Giorgio De Vincenzi, pittore e disegnatore italiano (n. 1884)
- Mario Depangher, partigiano e antifascista italiano (n. 1897)
- Nino Donati, imprenditore e dirigente d'azienda italiano (n. 1889)
- Dick Duckworth, calciatore inglese (n. 1882)
- Mario A. Ferrero, astronomo italiano (n. 1904)
- Salvatore Galgano, giurista italiano (n. 1887)
- Lamberto Gerani, militare italiano (n. 1895)
- Giovanni Giuliani, pittore e incisore italiano (n. 1893)
- Thomas Gnielka, giornalista tedesco (n. 1928)
- Vítor Gonçalves, calciatore e allenatore di calcio portoghese (n. 1896)
- Joseph Hers, botanico belga (n. 1884)
- Jan Knížek, calciatore cecoslovacco (n. 1901)
- Adelmo Landini, inventore italiano (n. 1896)
- Karl Max Liniger, esperantista svizzero (n. 1901)
- Edgardo Longoni, giornalista e dirigente sportivo italiano (n. 1880)
- Andrea Majocchi, chirurgo e scrittore italiano (n. 1876)
- Arrigo Renato Marzola, pittore italiano (n. 1889)
- Alfredo Mattioli, allenatore di calcio e calciatore italiano (n. 1902)
- Corrado Michelozzi, pittore italiano (n. 1883)
- Gaetano Miolato, pittore italiano (n. 1885)
- Emilio Murdolo, pittore italiano (n. 1889)
- Edward Narbutt-Narbuttowicz, religioso polacco (n. 1911)
- Henriette Negrin, stilista francese (n. 1877)
- Rina e Ida Nigrisoli, educatrice e pedagogista italiana (n. 1885)
- Evgenij Pachomov, numismatico e archeologo sovietico (n. 1880)
- Rolando Pagnini, architetto italiano (n. 1911)
- William Paxton, pittore canadese (n. 1873)
- Enrico Pedrotti, fotografo italiano (n. 1905)
- Sándor Peics, calciatore e allenatore di calcio ungherese (n. 1899)
- Riccardo Pieri, arbitro di calcio italiano (n. 1920)
- Carlo Pizzi, scultore italiano (n. 1891)
- Ubaldo Puglieschi, militare italiano (n. 1874)
- Carlo Romagnoli, pittore italiano (n. 1888)
- Ishobel Ross, infermiera scozzese (n. 1890)
- Muhammad Najib al-Ruba'i, politico e generale iracheno (n. 1904)
- Percy Sands, calciatore inglese (n. 1881)
- Nina Savina, canoista sovietica (n. 1915)
- Michelangelo Semeraro, storico e educatore italiano (n. 1900)
- Jaroslav Špindler, calciatore austriaco (n. 1890)
- Torquato Tamagnini, scultore e medaglista italiano (n. 1886)
- Ferruccio Vannoni, intagliatore, restauratore e pittore italiano (n. 1881)
- Augusto Vicinelli, critico letterario e giornalista italiano (n. 1888)
- Hugo Vītols, calciatore lettone (n. 1910)
- Enoch West, calciatore inglese (n. 1886)
- Katarine Zalyan-Manukyan, politica armena
- Carlo Zocchi, pittore italiano (n. 1894)
- Lucien von Römer, medico, sessuologo e botanico olandese (n. 1873)